# Четвертков, Сергей Анатольевич
Сергей Анатольевич Четвертков (род. 16 мая 1957, Баку) — украинский прозаик, поэт, киносценарист, драматург, актёр.
С 1975 по 1977 служил в армии, рота охраны, Тверь. С 1978 года живёт в Одессе.
Член Союза кинематографистов. По сценариям Сергея Четверткова поставлено полтора десятка фильмов, в том числе режиссёром Кирой Муратовой: «Письмо в Америку», «Три истории», «Настройщик», «Второстепенные люди», где он также снимался как актёр. Киновед Нея Зоркая называет Четверткова «одним из постоянных в последние годы и ближайших коллег Муратовой».
Публикации стихов и прозы в печатных и сетевых изданиях России, Украины, Германии, Израиля, США: «Дерибасовская-Ришельевская», «Крещатик», «Волга», «Топос», «Юность», «Огонёк», «Соло», «Артикль», «Интерпоэзия» и др.